# Mellierinae
Mellierinae es una subfamilia de mantodeos perteneciente a la familia Mantidae.

## Géneros
Comprende los siguientes géneros:
- Melliera
- Xystropeltis